# Episodi di Spirit: Avventure in libertà (quarta stagione)
La quarta stagione di Spirit: Avventure in libertà è stata pubblicata negli USA il 16 marzo 2018 su Netflix.
In Italia invece è stata trasmessa dal 30 aprile 2018 su DeaKids.
| Nº | Nº | Titolo originale                     | Titolo italiano                               | Prima TV USA  | Prima TV Italia |
| -- | -- | ------------------------------------ | --------------------------------------------- | ------------- | --------------- |
| 21 | 1  | Lucky and the Impatient Patient      | Il paziente impaziente                        | 16 marzo 2018 | 30 aprile 2018  |
| 22 | 2  | Lucky and the Train Tycoon           | L'arrivo del nonno                            | 16 marzo 2018 | 1 maggio 2018   |
| 23 | 3  | Lucky and the Role Reversal          | Lo spettacolo teatrale                        | 16 marzo 2018 | 2 maggio 2018   |
| 24 | 4  | Lucky and the Patchwork Plan         | L'addio di zia Cora                           | 16 marzo 2018 | 3 maggio 2018   |
| 25 | 5  | Lucky and the Her New Family: Part 1 | Lucky e la sua nuova famiglia (prima parte)   | 16 marzo 2018 | 11 maggio 2018  |
| 26 | 6  | Lucky and the Her New Family: Part 2 | Lucky e la sua nuova famiglia (seconda parte) | 16 marzo 2018 | 11 maggio 2018  |